# Province de Germán Jordán
Pour les articles homonymes, voir Jordán (homonymie).
La province de Germán Jordán est une des 16 provinces du département de Cochabamba, en Bolivie. Son chef-lieu est la ville de Cliza.